# Risk of Rain 2
Risk of Rain 2 est un jeu vidéo de tir à la troisième personne en 3D développé par le développeur indépendant Hopoo Games et édité par Gearbox Publishing. Offert en accès anticipé sur PC depuis mars 2019, une mise-à-jour vers la version 1.0 a eu lieu le 11 août 2020.
Il fait suite au premier Risk of Rain.

## Système de jeu
Risk of Rain 2 est proche du premier jeu en matière de gameplay. Les principales différences proviennent du passage de la 2D à la 3D et d'une modification du système de tir, qui fonctionne désormais avec un angle de rotation de 360 degrés. Un à quatre joueurs doivent traverser au moins six niveaux, chaque niveau est terminé en trouvant un téléporteur et en tuant les vagues d'ennemis et le boss qui apparaissent pendant le chargement du téléporteur. Les joueurs peuvent améliorer leurs équipements et leurs objets lors des niveaux, mais plus le temps passe et plus la difficulté augmente : Elle va de Facile, Normal, Difficile, Très Difficile, Fou, Impossible, JE VOUS VOIS puis JE VIENS VOUS CHERCHER à finalement HAHAHAHA. Il est à notifier que trois niveaux de difficulté ainsi que différents artéfacts peuvent être choisis avant le début de la partie.

### Survivants
Les survivants disponibles sont au nombre de onze (un est disponible seulement après avoir choisis des artéfacts spécifiques dit lunaires, on peut ainsi dire qu'il est caché), treize si l'on additionne le DLC : Survivors of the Void. Ils sont cité-ci, par ordre Alphabétique exception faite aux personnages du DLC : Survivors of the Void : Acrid, l'Artificier, le Capitaine, le Commando, la Chasseuse, la Chargeuse, l'Ingénieur, le Mercenaire, POL-Y, REX, la Tireuse d'élite, le démon du vi??ide, la Chercheuse, le Chef et le Fils illégitime.. On peut ajouter à la liste des survivants, l'Hérétique, disponible en jeu peu importe le personnages tant que les bons artéfacts sont pris.

## Bande originale
La bande-son originale est composée par Chris Christodoulou. De genre Art/Rock ou Rock progressif, elle contient vingt morceaux : 1. Through a Cloud, Darkly 2. Risk of Rain 2 3. Evapotranspiration 4. Thermodynamic Equilibrium 5. Terra Pluviam 6. Köppen As Fuck 7. Disdrometer 8. Into the Doldrums 9. A Glacier Eventually Farts (And Don't You Listen to the Song of Life) 10. Nocturnal Emission 11. The Dehydration of Risk of Rain 2 12. Parjan13. Hydrophobia 14. Antarctic Oscillation 15. The Rain Formerly Known as Purple 16. The Raindrop that Fell to the Sky 17. You're Gonna Need a Bigger Ukulele 18. ...con lentitud poderosa 19. Petrichor V 20. Lacrimosum. Elle est disponible sur Deezer, Spotify, BandCamp, Youtube Music et Apple Music.

## Extensions

### Survivors of the Void
Survivors of the Void est une extension de Risk of Rain 2 sortie le premier mars 2022. Elle est disponible sur Epic Games et Steam,.
L'extension contient cinq nouveaux environnements ainsi que des graines du vide, un modificateur aléatoirement placé sur les cartes - si elle y est, ou ils y sont -. Celle-ci créera une bulle où le joueur subira des dégâts tant qu'il n'aura pas tué tous les démons du vide. Il donne aussi accès à deux nouveaux survivants (personnages jouables) :La tireuse d'élite et le démon du vi??ide. Ce DLC permet aussi d'interagir avec quatre autres conteneurs (Interactables), de combattre trois boss avec deux nouvelles variantes et onze monstres. Finalement, ledit DLC nous additionne quarante-un objets,,.
L'extension a été rendue disponible pour Xbox, PlayStation et Nintendo Switch le 8 novembre 2022.
Neuf nouvelles musiques accompagnent ce DLC, toujours composées par Chris Christodoulou dont : 1. Prelude in D-Flat Major 2. A Placid Island of Ignorance 3. Having Fallen, It Was Blood 4. Out of Whose Womb Came the Ice? 5. Once in a Lullaby 6. A Boat Made from a Sheet of Newspaper 7. They Might As Well Be Dead 8. The Face of the Deep 9. Who Can Fathom the Soundless Depths?.

### Seekers of the Storm
Seekers of the Storm est une extension de Risk of Rain 2 initialement annoncée le 8 novembre 2023 et sortie le 27 août 2024. L'extension est disponible sur tous les supports.
L'extension contient cinq nouveaux environnements et des variantes pour certains environnements déjà existant ou ajouté avec l'extension. Donne aussi l'accès à 3 nouveaux survivants (personnages jouables): la Chercheuse, le Chef et le Fils illégitime. Il rajoute également des cosmétiques pour chaque survivants existants, 2 nouveaux autels, 17 nouveaux objets, dont 1 équipement activable, 2 nouvelles variantes d'ennemies, 3 nouveaux ennemies, 1 nouveau boss et une route lui étant dédiée.
Dix nouvelles musiques, également composées par Chris Christodoulou, sont ajoutées avec l'extension : 1. A Tempestuous Noise of Thunder and Lightning Heard, 2. Oṃ Maṇi Padme Hūṃ, part I, 3. 屋根の漏り (Yane No Mori), 4. Tlālōcān, 5. Oṃ Maṇi Padme Hūṃ, part II, 6. Stavros Markonis - I Should Build the Man a Statue, 7. Forgot the Cry of Gulls, 8. Oṃ Maṇi Padme Hūṃ, part III, 9. (The Song of Life), 10. It Can't Rain All the Time.

## Réception

### Critique
Risk of Rain 2 est très bien reçu par la presse vidéoludique, avec un score de 86 % calculé par l'agrégateur de notes OpenCritic.

### Ventes
Le 4 avril 2019, soit une semaine après sa sortie, Risk of Rain 2 s'est vendu à plus de 500 000 exemplaires, le faisant entrer dans les meilleures ventes mondiales sur la plateforme Steam. Le titre a alors attiré près de 650 000 joueurs, puisque 150 000 personnes ont bénéficié de l'offre de lancement "un acheté, un offert".
Le 3 mai 2019, le roguelike franchit la barre du million de joueurs. Il avait fallu 5 ans au premier opus pour atteindre ce palier sur Steam,,.
Le 14 août 2020, pour célébrer la sortie de la version 1.0 du jeu, Hopoo Games révèle que le titre compte plus de 3 millions de joueurs sur Steam, avec un pic record de 71 033 utilisateurs simultanés le 11 août 2020. Par ailleurs, le jeu était durant une semaine le troisième jeu le plus vendu de la plateforme après Fall Guys et Horizon Zero Dawn,.
Enfin, le 22 mars 2021, le roguelike fête ses 4 millions de ventes sur Steam, avec près de 100 000 évaluations extrêmement positives sur cette plateforme,.